# Фарел (Дипхолц)
Фарел (њем. Varrel) општина је у њемачкој савезној држави Доња Саксонија. Једно је од 47 општинских средишта округа Дипхолц. Према процјени из 2010. у општини је живјело 1.365 становника. Посједује регионалну шифру (AGS) 3251043.

## Географски и демографски подаци
Фарел се налази у савезној држави Доња Саксонија у округу Дипхолц. Општина се налази на надморској висини од 34 метра. Површина општине износи 43,8 km². У самом мјесту је, према процјени из 2010. године, живјело 1.365 становника. Просјечна густина становништва износи 31 становника/km².